# Conspiració de Bielefeld

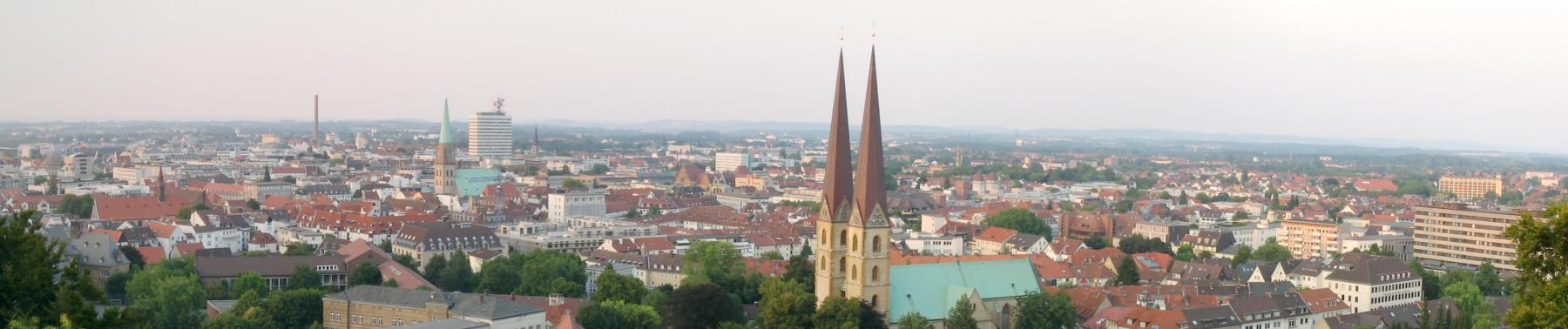
Vista de Bielefeld a Alemanya.

La Conspiració de Bielefeld és un mem satíric encunyat en 1994 i que compta amb certa popularitat entre els usuaris d'Internet d'Alemanya. Defensa la inexistència de la ciutat de Bielefeld, de tres-cents mil habitants situada a l'estat de Rin del Nord-Westfàlia.

## Sinopsi
La tesi principal és que la ciutat de Bielefeld no existeix. La seva aparent existència és producte d'una campanya de desinformació promoguda pel govern alemany en col·laboració amb una misteriosa agència denominada «Sie» ('ells'). Per demostrar la conspiració, proposen tres preguntes:
1. Coneix vostè a algú que provingui de Bielefeld?
2. Ha estat vostè alguna vegada allí?
3. Coneix vostè a algú que hagi estat en alguna ocasió?

El fet que possiblement una majoria de la gent respondrà negativament, "demostra" la inexistència d'aquesta localitat. Encara una resposta afirmativa a qualsevol d'elles aixecaria les sospites d'una possible adhesió al grup «Sie» i de ser promotor de la conspiració.
Pels creadors del mem els motius de complot no estan clars. Algunes versions afirmen que es tracta d'una tapadora per a les accions d'organitzacions tan dispars com la CIA, el Mossad, o fins i tot extraterrestres, que es valen de la seva universitat com a hangar per guardar OVNIS.

## Història
Aquesta teoria de la conspiració va sorgir el 16 de maig de 1994 com un missatge en el grup de notícies de.talk.bizarre. El seu autor va ser Achim Held, en aquell temps estudiant d'informàtica. Des d'aquest moment, el mem es va començar a difondre amb rapidesa a través de la comunitat d'internautes d'Alemanya i, en data de 2010, amb prou feines havia perdut popularitat.

## Factors psicosocials
La relativa difusió que ha arribat a aconseguir pot deure's a una combinació de factors, entre els quals cal esmentar:
- L'al·lusió directa a les populars teories conspiratòries.
- El fet que la ciutat utilitzada, Bielefeld, es trobi al centre d'una regió rural a la zona central del país. Mancada d'atractius turístics, oficines governamentals rellevants i que ni tan sols conservi construccions antigues a causa dels bombardejos de la Segona Guerra Mundial. A conseqüència d'això, la localitat rep poca o cap cobertura en els mitjans de comunicació, i els habitants d'altres regions no poden imaginar-la-hi.
- El seu dialecte és molt similar a l'alemany estàndard, sense un "accent de Bielefeld" característic que pogués cridar l'atenció a altres parlants.
- Es troba en la important ruta logística entre la conca del Ruhr i Berlín, i compta amb accés a una de les principals autopistes, l'A2, així com a la línia de ferrocarril de gran velocitat que uneix Dortmund, Hannover i Berlín. No obstant això, l'autopista només arriba fins als afores de la ciutat; de manera similar, l'estació de tren, encara que situada al centre de la ciutat, va estar en procés de remodelació fins a finals del 2007, la qual cosa li conferia un permanent i sospitós aspecte de provisionalitat.[cal citació]

## Reacció oficial
Malgrat les obstinacions de la seva municipalitat per promoure una imatge pública en altres regions, els resultats van ser en ocasions contraproduents. Per exemple, en 1999, gairebé cinc anys després de l'encunyació del mem, les autoritats locals van publicar una nota de premsa titulada Bielefeld gibt es doch! ("Bielefeld existeix!"). No obstant això, la data d'edició fou el dia 1 d'abril, celebració de l'«Aprilscherz», el dia de les bromes d'abril, equivalent al dia de les innocentades a altres països. Els seguidors de la broma van usar aquesta coincidència com una nova "prova" de la seva tesi. En 2014, el 800 aniversari de la fundació de la ciutat es va celebrar sota el lema autosatíric de Das gibt's doch gar nicht! ("No és possible!" o "No existeix!").
El 25 de gener de 2017, el nom de la pàgina de Facebook de la ciutat va canviar de "Bielefeld" a "Bielefeldverschwörung" (conspiració de Bielefeld). Es va donar l'explicació que va haver d'haver-hi hagut un consens entre diversos usuaris que van votar per un canvi de nom, el qual es va donar de manera automàtica. El nom correcte es va restablir poc temps després.

## Fenòmens relacionats
Tant a Xile com a Mèxic, existeixen sàtires similars mitjançant les quals afirma que la ciutat de Combarbalá i l'estat de Tlaxcala, respectivament, no existeixen. A Espanya alguna cosa similar ocorre amb la ciutat de Terol, així com a Veneçuela els usuaris d'internet bromegen amb la "inexistència" de l'estat Delta Amacuro.